# 卡达奇拉
卡达奇拉（Kadachira），是印度喀拉拉邦Kannur县的一个城镇。总人口17438（2001年）。

## 人口
该地2001年总人口17438人，其中男性8131人，女性9307人；0—6岁人口1946人，其中男1033人，女913人；识字率84.92%，其中男性为85.72%，女性为84.23%。